# 汤加丽写真
《汤加丽写真》是中国大陆舞蹈家、女演员以及人体艺术模特汤加丽于2004年5月在人民美术出版社出版的一本人体艺术摄影集，由人民美术出版社编辑石松兼任摄影师与编辑。汤加丽本人担任模特。

## 内容
本书可视作前作《汤加丽人体艺术摄影》的姊妹篇，因为该书的图片大部分照片都曾出版在前作中，但仍收录了前作未曾公开的汤加丽的照片。封面裸体女性为汤加丽本人。本书被宣传的特点是小开本、方便观众便携欣赏。

## 评价
《汤加丽写真》在豆瓣上的评分为7.9分。